# Équipe cycliste Bahrain Victorious
L'équipe cycliste Bahrain Victorious (anciennement nommée Bahrain-Merida puis Bahrain-McLaren), est une équipe cycliste bahreïnie. Créée fin 2016, pour une première saison en 2017, elle court avec une licence d'UCI WorldTeam (première division internationale) depuis ses débuts.
Sponsorisée par le gouvernement du Bahreïn, l'équipe a notamment remporté le Tour de Lombardie 2017 et Milan-San Remo 2018 avec Vincenzo Nibali, Paris-Roubaix 2021 avec Sonny Colbrelli, ainsi que le championnat du monde du contre-la-montre en 2019 avec Rohan Dennis. L'équipe continentale Bahrain Victorious Development lui sert d'équipe de développement et la formation junior Cannibal-Victorious U19 est également liée à la structure.

## Histoire de l'équipe

### Fin 2016: création
La création de l'équipe est amorcée à partir de l'été 2016, d'après une idée du prince Nasser ben Hamed Al Khalifa en février, avec l'aide de l'ancien coureur slovène Milan Eržen. Le Bahreïnien est une personnalité controversée : il est soupçonné de tortures sur des opposants au régime. L'équipe est financée par le Bahreïn dans le but de se promouvoir à l'international, et son co-sponsor est Merida Bikes, qui quitte alors l'équipe Lampre-Merida avec qui il était co-sponsor depuis 2013. Le manager général Brent Copeland déclare dans un communiqué « L’expertise d’une marque aussi symbolique que Merida dans le cyclisme contribuera grandement à devenir une équipe mondialement reconnue ».
Le but de l'équipe est d'être une WorldTeam, elle est donc candidate à la licence.
Vincenzo Nibali, alors chez Astana, est engagé. Début septembre 2016, c'est au tour du sprinteur/puncheur italien Sonny Colbrelli (Bardiani CSF). La venue de Javier Moreno est annoncée le 30 septembre, en provenance de Movistar.

### 2017-2019: l'ère «Nibali»

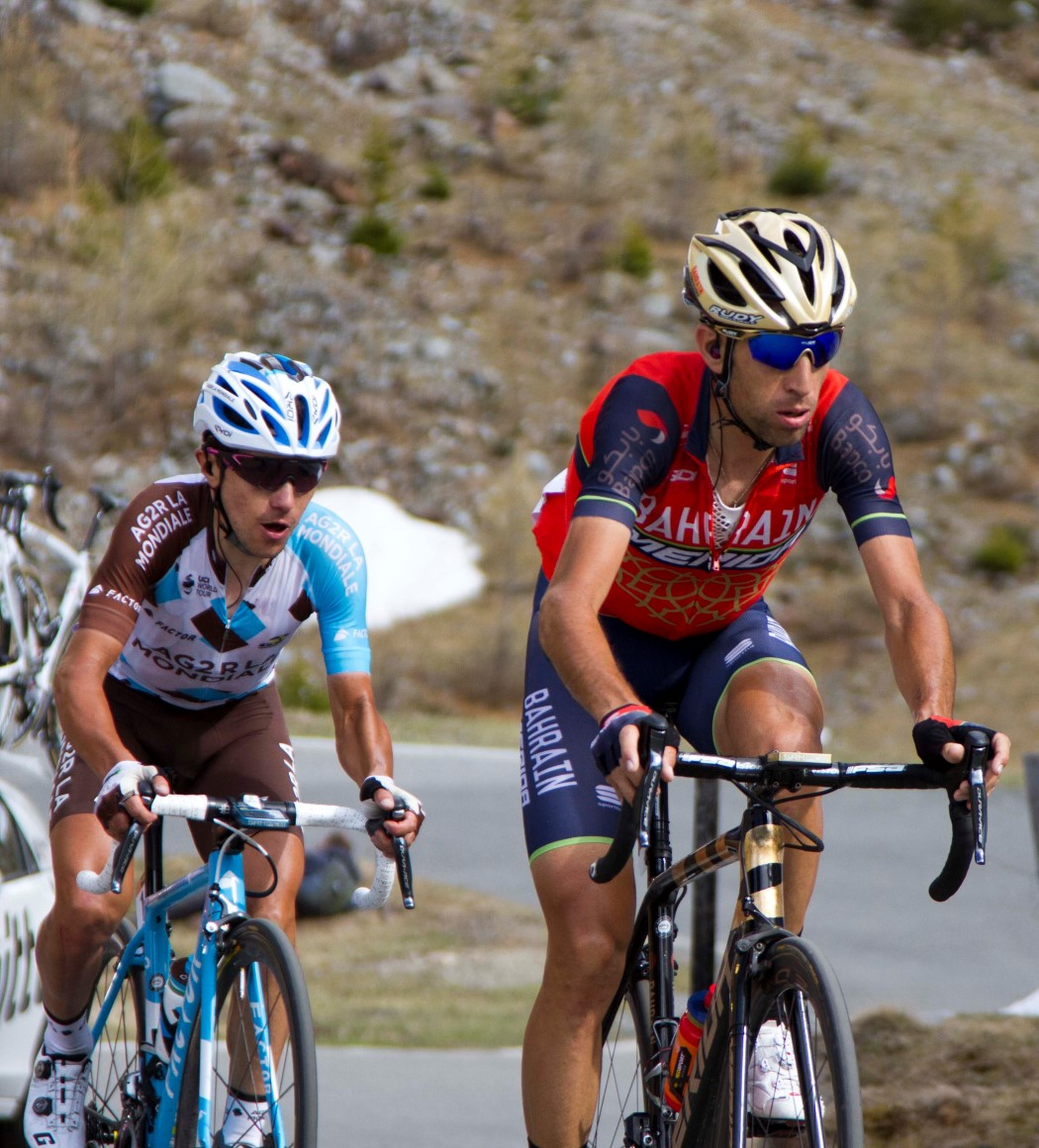
Vincenzo Nibali devant Domenico Pozzovivo lors du Tour d'Italie 2017.

L'équipe annonce en début de saison 2017 que l'équipe Colpack, une structure amateure italienne, devient la réserve de la formation.
La première victoire dans l'histoire de l'équipe intervient en janvier 2017 grâce à Ramūnas Navardauskas, qui s'impose sur une étape du Tour de San Juan.
Cette première saison voit, cependant, comme protagoniste principal de l'équipe, l'Italien Vincenzo Nibali. Leader de l'équipe pour les grands tours, il se classe troisième du Tour d'Italie et deuxième du Tour d'Espagne, remportant une étape dans les deux courses. En fin d'année, il gagne le premier gros succès de l'équipe sur le Tour de Lombardie. Le sprinteur italien, Sonny Colbrelli, remporte une étape sur Paris-Nice, ainsi que deux semi-classiques : la Flèche brabançonne et la Coppa Bernocchi. Ion Izagirre accumule les tops 10, avec notamment la troisième place sur le Tour du Pays basque.
En 2018, l'équipe obtient 26 victoires. Nibali s'impose en solitaire lors de Milan-San Remo, remportant sa deuxième classique Monument consécutive, tandis que Matej Mohorič gagne le BinckBank Tour et une étape du Tour d'Italie. Nibali abandonne le Tour de France en raison d'une chute provoquée par un spectateur et ne retrouve pas la forme sur la Vuelta et le mondial, où il faisait figure de favori. En octobre, il termine deuxième du Tour de Lombardie. De son côté, Domenico Pozzovivo est cinquième du Giro et de Liège-Bastogne-Liège.
La saison 2019 est moins réussie avec 16 succès, dont 7 sur le World Tour. Vincenzo Nibali termine deuxième du Tour d'Italie et gagne une étape du Tour de France, deux semaines après Dylan Teuns. Rohan Dennis termine deuxième du Tour de Suisse et décroche le titre mondial du contre-la-montre sur un vélo BMC en raison d'un conflit avec son équipe sur le matériel. Sur les classiques, les meilleurs résultats sont une troisième place lors du Grand Prix de Montréal avec Iván García Cortina et une cinquième place sur Milan-San Remo pour Matej Mohorič.

### Depuis 2020

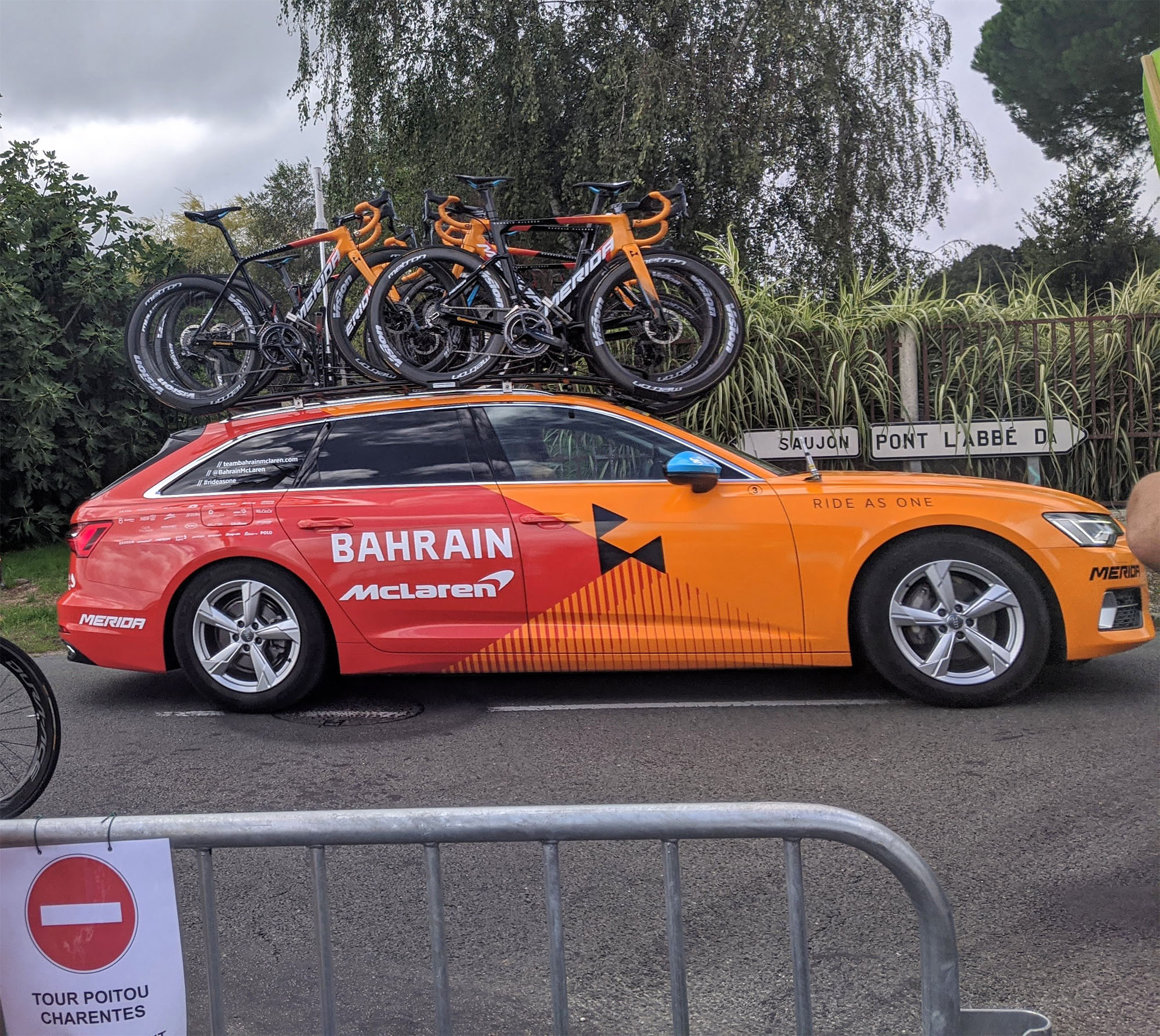
Voiture suiveuse lors du Tour du Poitou-Charentes 2020.

En décembre 2018, McLaren qui est détenu en majorité par un fonds souverain bahreïni, devient partenaire de l'équipe qui est renommée Bahrain-McLaren à partir de 2020. Les investisseurs ont travaillé en étroite collaboration avec l'UCI, avant de s'engager financièrement dans le sport.
L'équipe perd ses leaders Vincenzo Nibali et Rohan Dennis (mécontent du matériel, il a volontairement abandonné lors du Tour de France 2019), tandis que Mark Cavendish, Mikel Landa et Wout Poels sont recrutés. Cette saison 2020 s'avère globalement décevante : l'équipe comptabilise neuf victoires, dont deux en WorldTour. Landa termine quatrième du Tour de France, Pello Bilbao cinquième du Tour d'Italie et Wout Poels sixième du Tour d'Espagne. Jan Tratnik gagne une étape du Giro, tandis que les coureurs de classiques Dylan Teuns et Sonny Colbrelli n'ont pas eu résultats notables. Matej Mohorič obtient la meilleure performance sur les classiques en se classant quatrième de Liège-Bastogne-Liège.
À la fin de la saison 2020, McLaren, qui se retrouve en difficultés économiques, en raison de la pandémie de Covid-19, se retire du sponsoring et l'équipe est renommée Bahrain Victorious. Mark Cavendish quitte l'équipe sans aucune victoire, tandis que Jack Haig est recruté. Lors de la saison 2021, l'équipe réalise sa meilleure saison depuis sa création avec 30 victoires et une cinquième place au classement UCI. À 31 ans, Sonny Colbrelli se révèle comme un des meilleurs coureurs du monde, avec la victoire sur Paris-Roubaix, le titre de champion d'Europe, le succès au général du Benelux Tour, ainsi que de plusieurs victoires sur les semi-classiques italiennes. L'autre surprise vient de son compatriote Damiano Caruso, qui, à 34 ans termine deuxième et gagne une étape du Tour d'Italie et en remporte une autre sur le Tour d'Espagne. De son côté, Gino Mäder gagne une étape du Giro et du Tour de Suisse. Il se classe également cinquième de la Vuelta, où Jack Haig monte sur le podium final à la troisième place. Troisième de Tirreno-Adriatico, Mikel Landa est contraint à l'abandon sur le Giro et la Vuelta, ses deux objectifs de la saison. Alors que Mark Padun remporte deux étapes montagneuses sur le Critérium du Dauphiné, Dylan Teuns et Matej Mohorič remportent à eux deux trois étapes sur le Tour de France.
En 2022, l'équipe connait une saison moins réussie que l'année précédente, avec 21 succès et une huitième place au classement mondial. Matej Mohorič remporte Milan-San Remo en solitaire et obtient plusieurs tops 10 sur les classiques. Troisième de Tirreno-Adriatico et du Tour de Lombardie, Mikel Landa termine à la même place sur le Tour d'Italie, durant lequel Santiago Buitrago gagne une étape. Dylan Teuns réalise une bonne campagne de classiques, avec en point d'orgue sa victoire sur la Flèche wallonne. Il quitte l'équipe en cours de saison, pour rejoindre Israel-Premier Tech, en manque de points UCI. Promu leader sur de nombreuses courses, Pello Bilbao est le coureur le plus régulier de l'équipe. Il décroche trois victoires et se classe notamment troisième du Tour des Émirats arabes unis, du Tour de Pologne, ainsi que cinquième du Tour d'Italie. Gino Mäder sauve sa saison en terminant deuxième du Tour de Romandie, tandis que Damiano Caruso (décevant sur le Tour de France) et surtout Jack Haig n'ont pas les mêmes résultats que la saison précédente. De son côté, Sonny Colbrelli doit mettre un terme à sa carrière en avril, à la suite de problèmes cardiaques.
La saison 2023 est marquante pour l'équipe Bahrain Victorious, qui réussit à se rapprocher du top 5 du classement UCI, terminant sixième. Malgré la perte tragique de Gino Mäder, l'équipe brille avec six victoires d'étapes sur les trois grands tours, dont trois sur le Tour de France, deux sur le Tour d'Italie et une sur le Tour d'Espagne. Jonathan Milan remporte également le classement par points du Giro, tandis que Matej Mohorič est lauréat du Tour de Pologne.
En 2024, l'équipe connait sa plus mauvaise année depuis sa création, avec une 17e place au classement par équipes et un bilan de seulement 13 succès, dont 4 sur le World Tour. Pour la première fois, l'équipe ne gagne aucune étape sur les grands tours, Antonio Tiberi se contentant d'un top 5 sur le  Tour d'Italie et Santiago Buitrago d'un top 10 sur le Tour de France. Pello Bilbao se classe deuxième du Grand Prix de Montréal et troisième du Tour des Émirats arabes unis.

## L'équipe et le dopage
Le 5 septembre 2018, l'UCI annonce qu'un contrôle hors compétition a donné lieu à un résultat d'analyse anormal à l'EPO, dans un échantillon recueilli auprès de Kanstantsin Siutsou le 31 juillet 2018. Il est suspendu provisoirement dans l'attente du résultat de l'échantillon B.
Le 23 juin 2020, il est suspendu quatre ans par l'UCI, soit jusqu'au 4 septembre 2022,,.
Le 15 mai 2019, Kristijan Koren qui court le Tour d'Italie et Borut Bozic, l'un des directeurs sportifs, sont suspendus à titre provisoire dans le cadre de l'opération Aderlass, une enquête policière en Autriche. Ils sont suspectés d'avoir utilisé des méthodes interdites en 2012 et 2013, alors qu'ils courraient à l'époque respectivement au sein des équipes Liquigas et Astana,. Le 9 octobre 2019, Koren et Bozic sont suspendus deux ans jusqu'au 14 mai 2021 «pour des violations du règlement antidopage commises en 2011 et 2012 ».
Le 19 mai 2019, le Corriere della Sera annonce que le patron de l'équipe, le Slovène Milan Eržen, est sous enquête de l'UCI car il est soupçonné d'avoir fait appel aux services du docteur Mark Schmidt, au centre de l'affaire Aderlass. D'après les informations de la Fondation antidopage du cyclisme, Milan Eržen aurait aussi négocié l’achat d’une centrifugeuse (appareil utilisé dans les transfusions sanguines pour séparer les globules rouges du plasma). Le 22 mai, l'UCI déclare suivre les activités d'Eržen et du cyclisme slovène en général dans le cadre de plusieurs enquêtes,.
Le 15 juillet 2021, peu après la 17e étape du Tour de France, les forces de l'ordre font une descente dans l'hôtel de la Bahrain Victorious à Pau, inspectent les chambres et le bus de l'équipe, sans donner de justification et faisant suite à une enquête ouverte par le parquet de Marseille, onze jours plus tôt, pour « soupçons d'acquisition, transport, détention, importation, d'une substance ou méthode interdite aux fins d'usage par un sportif sans justification médicale ». Les récentes et nombreuses performances de l'équipe Bahrain apparaissent comme suspectes comme la deuxième place de Damiano Caruso au Tour d'Italie, à 33 ans, alors qu'il n'avait jamais montré un tel niveau en plus de 10 ans, ou encore les deux victoires d'étape en montagne du quasi-inconnu Mark Padun, acquises à la pédale, devant les favoris lors du Critérium du Dauphiné,.
Alors que l'équipe Bahrain est en pleine réussite sur ce Tour de France : leader du classement par équipes, victoires de Matej Mohorič et Dylan Teuns, maillot à pois pour Wout Poels (qu'il perdra par la suite), Pello Bilbao 10e du classement général, d'autres performances étonnantes viennent s'ajouter à celles de Caruso et Padun : celles du champion d'Italie Sonny Colbrelli, pourtant connu comme sprinteur, qui termine 3e d'une étape de montagne, et ce, en ayant distancé plusieurs purs grimpeurs. Le belge Dylan Teuns, vainqueur d'étape au Grand-Bornand, accorde une interview au Het Nieuwsblad et déclare que les policiers «ont fouillé [sa] chambre de 21h à 0h30. Comme s'il y avait une bombe à l'intérieur » et ont confisqué son téléphone portable. Il ajoute que seuls les coureurs de l'équipe s'étant distingués sur ce Tour étaient « ciblés ». Sonny Colbrelli réagit dans les médias le lendemain et s'il souligne la courtoisie des policiers et le fait qu'ils n'aient rien trouvé, il s'agace d'une certaine « jalousie » de « quelqu'un [qui aurait] déclenché la perquisition policière ». Les forces de l'ordre repartent avec des téléphones portables et des ordinateurs pour analyser les données d'entraînement mais ne procèdent à aucune arrestation. Toute l'équipe est d'ailleurs autorisée à prendre le départ de la prochaine étape, preuve qu'aucun éventuel produit dopant n'a été trouvé lors de cette perquisition. Le surlendemain de l'enquête, Matej Mohorič remporte l'étape, franchissant la ligne d'arrivée avec son doigt sur la bouche et mime une fermeture éclair. Il déclare par la suite répondre ainsi aux accusations contre son équipe. S'il considère cette descente de police comme une « bonne chose » pour le cyclisme, car cela « veut dire qu'il y a toujours des contrôles dans le peloton », il déplore avoir été traité comme « un criminel » et se dit « déçu par le système », surpris par la fouille de sa chambre par les policiers, alors qu'il n'avait « rien à cacher ». Quant à Barnabé Moulin, ostéopathe français de l'équipe, il confie sa surprise et son agacement à Ouest-France et déclare : « Dès que quelqu'un gagne, c'est suspect. Surtout dans ce pays, habitué à ça, on a tous les ans la même chose sur le Tour de France. [...] Pour les côtoyer, je sais ce qu'ils font, je sais qui ils sont. C'est proprement injuste de les considérer comme ça. La Slovénie, c'est grand comme la Bretagne, c'est environ la moitié de la population. Si on avait deux Bretons au même niveau, on ne se poserait pas la question ».
En octobre, il est publié dans la revue scientifique Wiley Anatycal Science Journal que les examens capillaires de trois coureurs de l'équipe Bahrain-Victorious ont décelé des traces de tizanidine, « un puissant relaxant musculaire » utilisé généralement lors du traitement de la sclérose en plaques. Ce médicament n'est en revanche pas interdit par l'Agence Mondiale Antidopage. Selon un expert en dopage, la tizanidine pourrait être utilisée pour soulager les douleurs musculaires des coureurs ayant du mal à s'endormir à cause de la tension de leurs muscles. L'équipe publie alors un communiqué dans lequel elle souligne « que les auteurs de l’article scientifique auquel se réfèrent toutes les allégations ont souligné sans ambiguïté que la Tizanidine n’est pas une substance interdite dans le sport » , elle regrette de ne pas avoir été informée sur ces résultats de test et déplore « un impact sur [leur] réputation ».
Peu avant le départ du Tour de France, l'équipe Bahrain-Victorious est à nouveau dans le viseur des enquêteurs entre le 27 et le 30 juin 2022. Ont été perquisitionnés les domiciles du sulfureux manager Milan Eržen, du médecin polonais, de l'ostéopathe français Barnabé Moulin, de trois coureurs dont Damiano Caruso et Dylan Teuns, ainsi que le siège de la société italienne Winning, propriétaire de l'équipe. Du matériel informatique et des médicaments ont été saisis pour être analysés, mais le directeur de la performance et ancien coureur Vladimir Miholjevic réfute toute illégalité : « Nous dormons comme des bébés et nous sommes transparents à 100 % ». La veille du départ à Copenhague, l'hôtel où réside l'équipe est perquisitionné par des policiers danois à 5h30 du matin. L'équipe réagit par un communiqué : « "Les officiers ont fouillé tous les véhicules de l'équipe, le personnel et les chambres des coureurs. L'équipe a pleinement coopéré à toutes les demandes des agents et la recherche a été achevée en deux heures. Aucun objet de l'équipe n'a été saisi. Après la perquisition de la police, l'équipe a maintenant hâte de se concentrer sur la plus grande et la meilleure course cycliste au monde, le Tour de France. L'équipe ne fera aucun autre commentaire sur le sujet ». Interrogé le 4 juillet par Eurosport, Vladimir Miholjevic souhaiterait « être encore plus en contact » avec les enquêteurs, pour mieux répondre à leurs questions, expliquant leur avoir donné toutes les données d'entraînement de ses coureurs. Le croate déplore que ces mêmes enquêteurs aient partagé des informations avec les médias en pleine enquête. Il déplore également une volonté « de nuire à des individus, des équipes et au sport », révélant qu'« aux dernières nouvelles, quelqu’un a admis qu’il avait créé cette situation, pour piéger deux journalistes et prouver à quel point il était simple de leur faire colporter de fausses informations dans les médias et aux autorités ».

## Principales victoires

### Compétitions internationales
Contrairement aux autres courses, les championnats du monde et d'Europe sont disputés par équipes nationales et non par équipes de marques.
- Championnats du monde sur route : 1
  - Contre-la-montre : 2019 (Rohan Dennis)

- Championnats d'Europe sur route : 1
  - Course en ligne : 2021 (Sonny Colbrelli)

### Courses d'un jour
Ci-dessous la liste des victoires obtenues sur les classiques de niveau World Tour ou équivalent (en gras les classiques « Monuments ») :
- Tour de Lombardie : Vincenzo Nibali (2017)
- Milan-San Remo : Vincenzo Nibali (2018) et Matej Mohorič (2022)
- Paris-Roubaix : Sonny Colbrelli (2021)
- Flèche Wallonne : Dylan Teuns (2022)

Ci-dessous la liste des victoires obtenues sur les autres courses d'un jour :
- Flèche brabançonne : Sonny Colbrelli (2017)
- Coppa Bernocchi : Sonny Colbrelli (2017, 2018) et Phil Bauhaus (2019)
- Tour d'Émilie : Giovanni Visconti (2017)
- Grand Prix de Lugano : Hermann Pernsteiner (2018)
- GP de l'industrie et de l'artisanat de Larciano : Matej Mohorič (2018)
- Tour du Piémont : Sonny Colbrelli (2018)
- Grand Prix Bruno Beghelli : Sonny Colbrelli (2019)
- Circuit de Getxo : Damiano Caruso (2020)
- Mémorial Marco Pantani : Sonny Colbrelli (2021)

### Courses par étapes
Ci-dessous la liste des victoires obtenues sur les courses par étapes (en gras les courses de niveau World Tour ou équivalent) :
- Benelux Tour : Matej Mohorič (2018), Sonny Colbrelli (2021)
- Tour de Pologne : Matej Mohorič (2023)

Ci-dessous la liste des victoires obtenues sur les autres courses par étapes :
- Tour de Croatie : Vincenzo Nibali (2017), Kanstantsin Siutsou (2018), Stephen Williams (2021), Matej Mohoric (2022)
- Tour d'Allemagne : Matej Mohorič (2018)
- Adriatica Ionica Race : Mark Padun (2019)
- Tour d'Arabie saoudite : Phil Bauhaus (2020)
- Tour de Burgos : Mikel Landa (2021)
- Tour d'Andalousie : Wout Poels (2022)
- Tour de Luxembourg : Antonio Tiberi (2024)

### Championnats nationaux
- Championnats de Bahrain sur route : 1
  - Course en ligne : 2022 (Ahmed Madan)
- Championnats de Croatie sur route : 1
  - Contre-la-montre : 2023 (Fran Miholjević)
- Championnats du Danemark sur route : 1
  - Contre-la-montre : 2024 (Johan Price-Pejtersen)
- Championnats d'Espagne sur route : 2
  - Course en ligne : 2018 (Gorka Izagirre)
  - Contre-la-montre : 2020 (Pello Bilbao)
- Championnats d'Éthiopie sur route : 1
  - Contre-la-montre : 2017 (Tsgabu Grmay)
- Championnats de Grande-Bretagne sur route : 1
  - Course en ligne : 2023 (Fred Wright)
- Championnats d'Italie sur route : 1
  - Course en ligne : 2021 (Sonny Colbrelli)
- Championnats du Japon sur route : 1
  - Course en ligne : 2022 (Yukiya Arashiro)
- Championnats de Serbie sur route : 2
  - Course en ligne : 2023 (Dušan Rajović)
  - Contre-la-montre : 2024 (Dušan Rajović)
- Championnats de Slovénie sur route : 6
  - Course en ligne : 2018, 2021 (Matej Mohorič) et 2019 (Domen Novak)
  - Contre-la-montre : 2021, 2022 (Jan Tratnik) et 2024 (Matej Mohorič)
- Championnats de Taïwan sur route : 3
  - Course en ligne : 2017 (Feng Chun-kai)
  - Contre-la-montre : 2017 et 2019 (Feng Chun-kai)
- Championnats d'Ukraine sur route : 1
  - Contre-la-montre : 2019 (Mark Padun)

## Bilan sur les grands tours
- Tour d'Italie

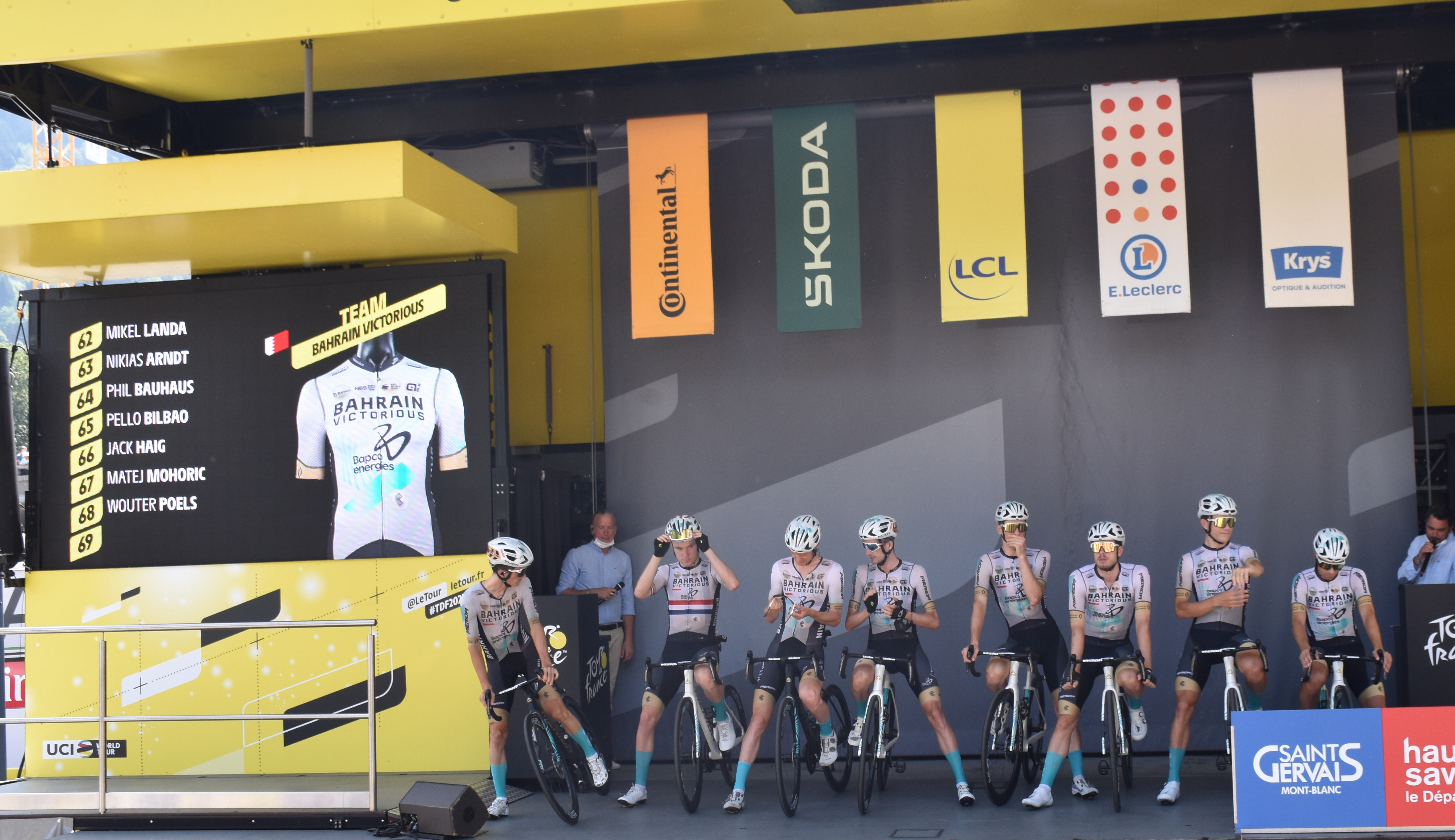
L'équipe Bahrain Victorious au départ de la 17e étape du Tour de France 2023.

  - 9 participations (2017, 2018, 2019, 2020, 2021, 2022, 2023, 2024, 2025) 
  - 8 victoires d'étapes :
    - 1 en 2017 : Vincenzo Nibali
    - 1 en 2018 : Matej Mohorič
    - 1 en 2020 : Jan Tratnik
    - 2 en 2021 : Gino Mäder, Damiano Caruso
    - 1 en 2022 : Santiago Buitrago
    - 2 en 2023 : Santiago Buitrago et Jonathan Milan

  - Meilleur classement : Vincenzo Nibali (2e en 2019), Damiano Caruso (2e en 2021)
  - 4 classements annexes :
    - Classement par équipes : 2022 et 2023
    - Classement par points : 2023 (Jonathan Milan)
- Tour de France
  - 8 participations (2017, 2018, 2019, 2020, 2021, 2022, 2023, 2024)
  - 8 victoires d'étapes : 
    - 2 en 2019 : Dylan Teuns, Vincenzo Nibali
    - 3 en 2021 : Matej Mohorič (2), Dylan Teuns
    - 3 en 2023 : Pello Bilbao, Wout Poels et Matej Mohorič

  - Meilleur classement : Mikel Landa (4e en 2020)
  - 1 classement annexe :
    - Classement par équipes : 2021
- Tour d'Espagne
  - 8 participations (2017, 2018, 2019, 2020, 2021, 2022, 2023, 2024)
  - 3 victoires d'étapes : 
    - 1 en 2017 : Vincenzo Nibali
    - 1 en 2021 : Damiano Caruso
    - 1 en 2023 : Wout Poels

  - Meilleur classement : Vincenzo Nibali (2e en 2017)
  - 2 classements annexes :
    -  Meilleur jeune : Gino Mäder (2021)
    - Classement par équipes : 2021

## Classements UCI
En 2017 et 2018, l'équipe figure dans le classement UCI World Tour.
| UCI World Tour | UCI World Tour         | UCI World Tour                            | UCI World Tour |
| Année          | Classement par équipes | Meilleur coureur au classement individuel |                |
| -------------- | ---------------------- | ----------------------------------------- | -------------- |
| 2017           | 14e                    | Vincenzo Nibali (5e)                      |                |
| 2018           | 7e                     | Ion Izagirre (23e)                        |                |
|                |                        |                                           |                |
| Source : UCI   |                        |                                           |                |

En 2016, le Classement mondial UCI qui prend en compte toutes les épreuves UCI est mis en place parallèlement à l'UCI World Tour et aux circuits continentaux. Il remplace définitivement l'UCI World Tour en 2019.
| Classement mondial | Classement mondial     | Classement mondial                        | Classement mondial |
| Année              | Classement par équipes | Meilleur coureur au classement individuel |                    |
| ------------------ | ---------------------- | ----------------------------------------- | ------------------ |
| 2017               | -                      | Vincenzo Nibali (6e)                      |                    |
| 2018               | -                      | Sonny Colbrelli (22e)                     |                    |
| 2019               | 13e                    | Vincenzo Nibali (32e)                     |                    |
| 2020               | 13e                    | Mikel Landa (39e)                         |                    |
| 2021               | 5e                     | Sonny Colbrelli (6e)                      |                    |
| 2022               | 8e                     | Pello Bilbao (17e)                        |                    |
| 2023               | 6e                     | Pello Bilbao (17e)                        |                    |
| 2024               | 17e                    | Antonio Tiberi (38e)                      |                    |
|                    |                        |                                           |                    |
| Source : UCI       |                        |                                           |                    |

Les coureurs sont également classés dans les circuits continentaux à partir de 2016.
UCI America Tour
| UCI America Tour | UCI America Tour       | UCI America Tour                          | UCI America Tour |
| Année            | Classement par équipes | Meilleur coureur au classement individuel |                  |
| ---------------- | ---------------------- | ----------------------------------------- | ---------------- |
| 2017             | -                      | Ramūnas Navardauskas (66e)                |                  |
| 2018             | -                      | Kanstantsin Siutsou (191e)                |                  |
| 2020             | -                      | Santiago Buitrago (43e)                   |                  |
| 2021             | -                      | Santiago Buitrago (28e)                   |                  |
| 2022             | -                      | Santiago Buitrago (14e)                   |                  |
| 2023             | -                      | Santiago Buitrago (4e)                    |                  |
| 2024             | -                      | Santiago Buitrago (10e)                   |                  |
|                  |                        |                                           |                  |
| Source : UCI     |                        |                                           |                  |

UCI Asia Tour
| UCI Asia Tour | UCI Asia Tour          | UCI Asia Tour                             | UCI Asia Tour |
| Année         | Classement par équipes | Meilleur coureur au classement individuel |               |
| ------------- | ---------------------- | ----------------------------------------- | ------------- |
| 2017          | -                      | Wang Meiyin (28e)                         |               |
| 2018          | -                      | Yukiya Arashiro (13e)                     |               |
| 2019          | -                      | Feng Chun-kai (5e)                        |               |
| 2020          | -                      | Feng Chun-kai (15e)                       |               |
| 2021          | -                      | Yukiya Arashiro (72e)                     |               |
| 2022          | -                      | Yukiya Arashiro (10e)                     |               |
| 2023          | -                      | Yukiya Arashiro (12e)                     |               |
| 2024          | -                      | Yukiya Arashiro (26e)                     |               |
|               |                        |                                           |               |
| Source : UCI  |                        |                                           |               |

UCI Europe Tour
| UCI Europe Tour | UCI Europe Tour        | UCI Europe Tour                           | UCI Europe Tour |
| Année           | Classement par équipes | Meilleur coureur au classement individuel |                 |
| --------------- | ---------------------- | ----------------------------------------- | --------------- |
| 2017            | -                      | Sonny Colbrelli (18e)                     |                 |
| 2018            | -                      | Sonny Colbrelli (7e)                      |                 |
| 2019            | -                      | Vincenzo Nibali (24e)                     |                 |
| 2020            | -                      | Mikel Landa (32e)                         |                 |
| 2021            | -                      | Sonny Colbrelli (5e)                      |                 |
| 2022            | -                      | Pello Bilbao (13e)                        |                 |
| 2023            | -                      | Pello Bilbao (16e)                        |                 |
| 2024            | -                      | Antonio Tiberi (29e)                      |                 |
|                 |                        |                                           |                 |
| Source : UCI    |                        |                                           |                 |

UCI Oceania Tour
| UCI Oceania Tour | UCI Oceania Tour       | UCI Oceania Tour                          | UCI Oceania Tour |
| Année            | Classement par équipes | Meilleur coureur au classement individuel |                  |
| ---------------- | ---------------------- | ----------------------------------------- | ---------------- |
| 2019             | -                      | Rohan Dennis (4e)                         |                  |
| 2020             | -                      | Heinrich Haussler (35e)                   |                  |
| 2021             | -                      | Jack Haig (3e)                            |                  |
| 2022             | -                      | Jack Haig (6e)                            |                  |
| 2023             | -                      | Jack Haig (9e)                            |                  |
| 2024             | -                      | Jack Haig (19e)                           |                  |
|                  |                        |                                           |                  |
| Source : UCI     |                        |                                           |                  |

## Principaux coureurs depuis les débuts
Ce tableau présente les résultats obtenus au sein de l'équipe par une sélection de coureurs qui se sont distingués soit par le rôle de leader ou de capitaine de route qui leur a été attribué pendant tout ou partie de leur passage dans l'équipe, leur longévité au sein de celle-ci, soit en remportant une course majeure pour l'équipe, soit encore par leur place dans l'histoire du cyclisme en général. La majorité des coureurs cités se distinguent par plusieurs de ces caractéristiques.
| Nom                 | Naissance | Nationalité | Arrivée | Départ | Résultats |
| ------------------- | --------- | ----------- | ------- | ------ | --- |
| Ion Izagirre        | 1989      | Espagne     | 2017    | 2018   | 3e du Tour du Pays basque (2017, 2018) |
| Gorka Izagirre      | 1987      | Espagne     | 2018    | 2018   | 3e de Paris-Nice (2018) |
| Vincenzo Nibali     | 1984      | Italie      | 2017    | 2019   | Tour de Lombardie (2017) Milan-San Remo (2018) 1 étape du Tour d'Italie (2017) 1 étape du Tour d'Espagne (2017) 1 étape du Tour de France (2019) 2e du Tour d'Italie (2019) 3e du Tour d'Italie (2017) 2e du Tour d'Espagne (2017) 2e du Tour de Lombardie (2018)                                                           |
| Iván García Cortina | 1995      | Espagne     | 2017    | 2020   | 1 étape du Tour de Californie (2019) 1 étape de Paris-Nice (2020) 3e du GP Montréal (2019) |
| Domenico Pozzovivo  | 1982      | Italie      | 2018    | 2019   | 5e du Tour d'Italie (2018) |
| Rohan Dennis        | 1990      | Australie   | 2019    | 2019   | 1 étape du Tour de Suisse (2019) 2e du Tour de Suisse (2019) |
| Mark Padun          | 1996      | Ukraine     | 2018    | 2021   | 2 étapes du Critérium du Dauphiné (2021) |
| Sonny Colbrelli     | 1990      | Italie      | 2017    | 2022   | Paris-Roubaix (2021) Benelux Tour (2021) 1 étape de Paris-Nice (2017) 1 étape du Tour de Suisse (2018) 1 étape du Tour de Romandie (2021) 1 étape du Critérium du Dauphiné (2021) 1 étape du Benelux Tour (2021) 2e du GP Montréal (2018) 2e du Circuit Het Nieuwsblad (2022) 3e de la Bretagne Classic (2017)              |
| Jan Tratnik         | 1990      | Slovénie    | 2019    | 2022   | 1 étape du Tour de Romandie (2019) 1 étape du Tour d'Italie (2020) |
| Dylan Teuns         | 1992      | Belgique    | 2019    | 2022   | Flèche wallonne (2022) 1 étape du Critérium du Dauphiné (2019) 2 étapes du Tour de France (2019, 2021) 1 étape du Tour de Romandie (2022) |
| Stephen Williams    | 1996      | Royaume-Uni | 2019    | 2022   | 1 étape du Tour de Suisse (2022) |
| Gino Mäder          | 1997      | Suisse      | 2021    | 2023   | Meilleur jeune du Tour d'Espagne 2021 1 étape du Tour d'Italie (2021) 1 étape du Tour de Suisse (2021) 5e du Tour d'Espagne (2021) 2e du Tour de Romandie (2022) |
| Mikel Landa         | 1989      | Espagne     | 2020    | 2023   | 3e du Tour d'Italie (2022) 2e du Tour du Pays basque (2023) 3e de la Flèche wallonne (2023) 3e du Tour de Lombardie (2022) 3e de Tirreno-Adriatico (2021, 2022) |
| Jonathan Milan      | 2000      | Italie      | 2021    | 2023   | Classement par points du Tour d'Italie (2023) 1 étape du Tour d'Italie (2023) 1 étape du Tour du Guangxi (2023) |
| Wout Poels          | 1987      | Pays-Bas    | 2020    | 2024   | 1 étape du Tour de France (2023) 1 étape du Tour d'Espagne (2023) |
| Matej Mohorič       | 1994      | Slovénie    | 2018    |        | Milan-San Remo (2022) Benelux Tour (2018) Tour de Pologne (2023) 3 étapes du Tour de France (2021, 2023) 2 étapes du Tour de Pologne (2019, 2023) 1 étape du Tour d'Italie (2018) 2 étapes du Benelux Tour (2021, 2023) 2e de la Classique de Saint-Sébastien (2021) 2e du Tour de Pologne (2021) 2e du Benelux Tour (2021) |
| Damiano Caruso      | 1987      | Italie      | 2019    |        | 1 étape du Tour d'Italie (2021) 1 étape du Tour d'Espagne (2021) 2e du Tour d'Italie (2021) 3e du Tour de Romandie (2023) |
| Phil Bauhaus        | 1994      | Allemagne   | 2019    |        | 2 étapes du Tour de Pologne (2021, 2022) 2 étapes de Tirreno-Adriatico (2022, 2024) 1 étape du Tour Down Under (2023) |
| Santiago Buitrago   | 1999      | Colombie    | 2020    |        | 2 étapes du Tour d'Italie (2022, 2023) 1 étape de Paris-Nice (2024) 3e de Liège-Bastogne-Liège (2023) |
| Pello Bilbao        | 1990      | Espagne     | 2020    |        | 1 étape du Tour de France (2023) 1 étape du Tour du Pays basque (2022) 1 étape du Tour Down Under (2023) 2e du Grand Prix de Montréal (2024) 2e de la Classique de Saint-Sébastien (2023) 3e du Tour Down Under (2023) 3e du Tour des Émirats arabes unis (2022, 2024, 2025) 3e du Tour de Pologne (2023)                   |
| Jack Haig           | 1993      | Australie   | 2021    |        | 3e du Tour d'Espagne (2021) |
| Matevž Govekar      | 2000      | Slovénie    | 2022    |        | 1 étape du Tour du Guangxi (2024) |
| Antonio Tiberi      | 2001      | Italie      | 2023    |        | Meilleur jeune du Tour d'Italie (2024) 5e du Tour d'Italie (2024) 3e de Tirreno-Adriatico (2025) |
| Torstein Træen      | 1995      | Norvège     | 2024    |        | 1 étape du Tour de Suisse (2024) |
| Lenny Martinez      | 2003      | France      | 2025    |        | 1 étape de Paris-Nice (2025) |

## Bahrain Victorious en 2025
| Effectif 2025            | Effectif 2025     | Effectif 2025  | Effectif 2025                                |
| Cycliste                 | Date de naissance | Pays           | Équipe précédente                            |
| ------------------------ | ----------------- | -------------- | -------------------------------------------- |
| Nikias Arndt             | 18 novembre 1991  | Allemagne      | Team DSM (2022)                              |
| Phil Bauhaus             | 8 juillet 1994    | Allemagne      | Team Sunweb (2018)                           |
| Pello Bilbao             | 25 février 1990   | Espagne        | Astana (2019)                                |
| Alberto Bruttomesso      | 30 octobre 2003   | Italie         | Cycling Team Friuli ASD (2023)               |
| Santiago Buitrago        | 26 septembre 1999 | Colombie       | Team Cinelli (2019)                          |
| Nicolò Buratti           | 7 juillet 2001    | Italie         | Cycling Team Friuli ASD (2023)               |
| Damiano Caruso           | 12 octobre 1987   | Italie         | BMC Racing Team (2018)                       |
| Roman Ermakov            | 6 octobre 2004    | Russie         | CTF Victorious (2024)                        |
| Žak Eržen                | 19 octobre 2005   | Slovénie       | CTF Victorious (2024)                        |
| Afonso Eulálio           | 30 septembre 2001 | Portugal       | ABTF Betão-Feirense (2024)                   |
| Matevž Govekar           | 17 avril 2000     | Slovénie       | Tirol KTM Cycling Team (2022)                |
| Kamil Gradek             | 17 septembre 1990 | Pologne        | Vini Zabù (2021)                             |
| Jack Haig                | 6 septembre 1993  | Australie      | Mitchelton-Scott (2020)                      |
| Rainer Kepplinger        | 19 août 1997      | Autriche       | Hrinkow Advarics (2022)                      |
| Lenny Martinez           | 11 juillet 2003   | France         | Groupama-FDJ (2024)                          |
| Fran Miholjević          | 2 août 2002       | Croatie        | Cycling Team Friuli ASD (2022)               |
| Matej Mohorič            | 19 octobre 1994   | Slovénie       | UAE Team Emirates (2017)                     |
| Mathijs Paasschens       | 18 mars 1996      | Pays-Bas       | Lotto Dstny (2024)                           |
| Andrea Pasqualon         | 2 janvier 1988    | Italie         | Intermarché-Wanty-Gobert Matériaux (2022)    |
| Finlay Pickering         | 27 janvier 2003   | Royaume-Uni    | Trinity Racing (2023)                        |
| Daniel Skerl             | 21 mars 2003      | Italie         | CTF Victorious (2024)                        |
| Robert Stannard          | 16 septembre 1998 | Australie      | Alpecin-Deceuninck (2023)                    |
| Oliver Stockwell         | 7 juin 2001       | Royaume-Uni    | CTF Victorious (2024)                        |
| Antonio Tiberi           | 24 juin 2001      | Italie         | Trek-Segafredo (2023)                        |
| Torstein Træen           | 16 juillet 1995   | Norvège        | Uno-X Pro Cycling Team (2023)                |
| Sergio Tu                | 24 février 1997   | Taipei chinois | Cycling Team Friuli ASD (2022)               |
| Max van der Meulen       | 13 janvier 2004   | Pays-Bas       | CTF Victorious (2024)                        |
| Vlad Van Mechelen        | 2 juin 2004       | Belgique       | Development Team dsm-firmenich PostNL (2024) |
| Fred Wright              | 13 juin 1999      | Royaume-Uni    | 100% me (2018)                               |
| Edoardo Zambanini        | 21 avril 2001     | Italie         | Zalf Euromobil Fior (2021)                   |
|                          |                   |                |                                              |
| Source : ProCyclingStats |                   |                |                                              |

Victoires
| Victoires | Victoires                                             | Victoires | Victoires | Victoires         | Victoires |
| Date      | Course                                                | Pays      | Classe    | Vainqueur         |           |
| --------- | ----------------------------------------------------- | --------- | --------- | ----------------- | --------- |
| 6 fév.    | 2e étape du Tour de la Communauté valencienne         | Espagne   | 2.Pro     | Santiago Buitrago |           |
| 8 fév.    | 4e étape du Tour de la Communauté valencienne         | Espagne   | 2.Pro     | Santiago Buitrago |           |
| 9 fév.    | Classement général, Tour de la Communauté valencienne | Espagne   | 2.Pro     | Santiago Buitrago |           |
| 13 mars   | 5e étape, Paris-Nice                                  | France    | 2.UWT     | Lenny Martinez    |           |
| 3 mai     | 4e étape du Tour de Romandie                          | Suisse    | 2.UWT     | Lenny Martinez    |           |

## Saisons précédentes
| - Saison 2017 - Saison 2018 - Saison 2019 - Saison 2020 | - Saison 2021 - Saison 2022 - Saison 2023 - Saison 2024 |